# Петула Кларк
Петула Кларк (на английски: Petula Clark) е английска певица, актриса и композиторка. Кариерата ѝ започва по време на Втората световна война, но добива широка популярност през 60-те години на 20 век с хитове като „Downtown“, „I Know a Place“, „My Love“, „Colour My World“, "A Sign of the Times' и „Don't Sleep in the Subway“.
През 1958 г. е поканена да пее в Олимпия, Париж и е приета много добре. През 1964 г. е записана и излъчена песента „Downtown“, на 4 езика, която става интернационален хит. През 60-те години участва и в няколко филма. И до днес тя продължава да изнася концерти и да прави турнета.